# 盛氏花厅
29°51′59.016″N 121°32′32.141″E / 29.86639333°N 121.54226139°E
盛氏花厅又名停舻，位于中国浙江省宁波市海曙区郁家巷1号、5号。盛氏花厅初为清林廷鳌所建的藏书楼，后经转手辟为盛炳纬退休回乡后的书房。1981年12月，盛氏花厅被公布为海曙区文物保护单位。

## 历史
盛氏花厅建于清同治、光绪年间，是林廷鳌居宅中作藏书之用的近性楼，因远看建筑如同巨大的船舶，故被称作停舻。后因林家家境逐渐衰落变卖资产，而退休回乡的时任浙江学政盛炳纬将其买下，变为书房，因此改称盛氏花厅。
其中风格小巧精致的庭园建筑在宁波范围内独一无二。1981年12月，盛氏花厅被公布为海曙区文物保护单位。2008-2009年，盛宅进行了最大规模的维修，盛氏花厅前檐柱因开裂过多而维修。

## 结构
盛氏花厅坐西朝东，占地约600平方米，为重檐歇山顶、明次间抬梁式建筑，由堂、过厅、两厢，以及居室的附属建筑物组成。建筑内栋梁、楼道、窗棂为木结构、阶沿、柱础、卯榫为石结构，都具有较为精美的雕刻，其中后进拥有一块少见的1平方米采用透雕手法的隔墙砖雕。

## 现状
盛氏花厅现为月湖盛园(郁家巷历史街区)的组成部分，设立保艺美术馆。